# Герб Палкинского района (Псковская область)
Герб муниципального образования Па́лкинский райо́н Псковской области Российской Федерации — опознавательно-правовой знак, служащий официальным символом муниципального образования.
Герб утверждён решением шестнадцатой сессии третьего созыва Собрания депутатов Палкинского района от 24 сентября 2004 года.
Герб внесён в Государственный геральдический регистр Российской Федерации под регистрационным номером 1607.

## Описание герба
«В поле, семикратно скошенном слева червленью и зеленью, поверх всего — серебряный столб, обременённый тремя лазоревыми цветками льна, украшенными золотом».
Герб Палкинского района может воспроизводиться в двух равнодопустимых версиях:
 — без вольной части;
 — с вольной частью — четырёхугольником, примыкающим изнутри к правому верхнему углу герба Палкинского района с воспроизведёнными в нём фигурами герба Псковской области.
Версия герба с вольной частью применяется после соответствующего законодательного закрепления порядка включения в гербы муниципальных образований Псковской области вольной части с изображением герба Псковской области

## Обоснование символики
Палкинский район расположен на западной границе Псковской области, являясь пограничным районом. В гербе эта особенность отражена с помощью геральдического приёма — боковых частей поделённых красным и зелёным цветом, которое традиционно для символики пограничников. Каждая из частей символизирует границу — с Латвией и Эстонией.
Цветки льна на серебряном столбе характеризуют район как центр по выращиванию льна и текстильному льняному производству.
Серебро в геральдике — символ чистоты, совершенства, духовности, взаимопонимания.
Золото символизирует прочность, величие, богатство, интеллект, стабильность.
Лазурь (синий, голубой) в геральдике — символ чести, славы, преданности, истины и добродетели.
Червлёный (красный) — сила, мужество, жизненная энергия, любовь и красота.
Зелёный  — природа, здоровье, надежда.
Герб разработан при содействии Союза геральдистов России.
Авторы герба: идея герба — Константин Мочёнов (Химки), обоснование символики -Кирилл Переходенко (Конаково), художники — Оксана Фефелова (Балашиха), Галина Русанова (Москва), компьютерный дизайн — Галина Русанова (Москва).